# Poquott
Poquott is een plaats (village) in de Amerikaanse staat New York, en valt bestuurlijk gezien onder Suffolk County.

## Demografie
Bij de volkstelling in 2000 werd het aantal inwoners vastgesteld op 975.

## Geografie
Volgens het United States Census Bureau beslaat de plaats een oppervlakte van
1,5 km², waarvan 1,1 km² land en 0,4 km² water.

## Plaatsen in de nabije omgeving
De onderstaande figuur toont nabijgelegen plaatsen in een straal van 8 km rond Poquott.